# Valea Nandrului, Hunedoara
Valea Nandrului este un sat în comuna Pestișu Mic din județul Hunedoara, Transilvania, România. Se află în partea de vest a județului, la poalele estice ale masivului Poiana Ruscă.

## Imagini

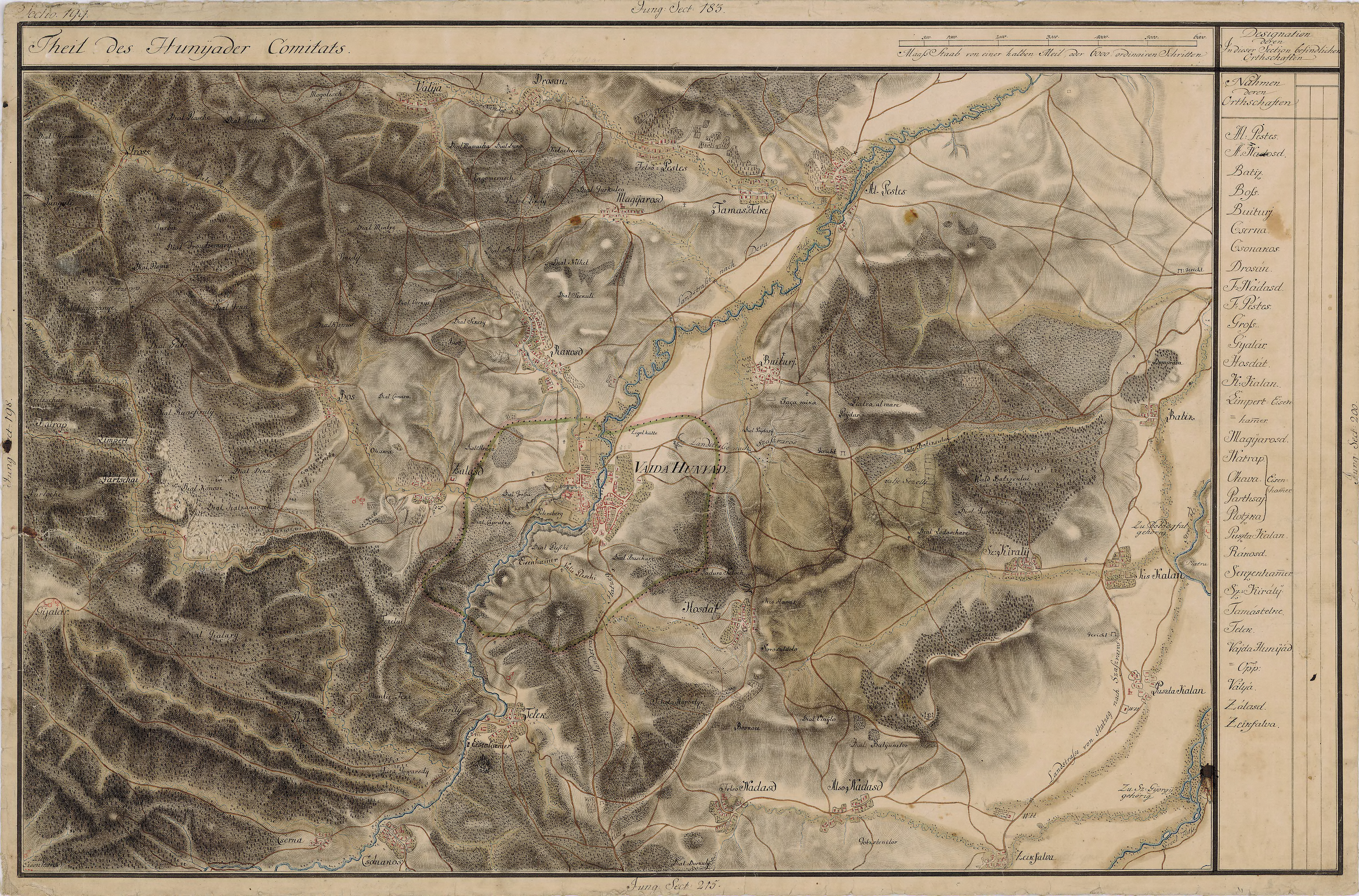
Valea Nandrului în Harta Iosefină a Transilvaniei, 1769-1773